# Nicole Koolhaas
Pour les articles homonymes, voir Koolhaas.
Nicole Koolhaas est une joueuse néerlandaise de volley-ball née le 31 janvier 1991 à Hoorn. Elle mesure 1,98 m et joue au poste de centrale. Elle totalise 202 sélections en équipe des Pays-Bas.

## Clubs
| Club                  | De        | À         |
| --------------------- | --------- | --------- |
| VV Madjoe             | 2002-2003 | 2005-2006 |
| VV Zaanstad           | 2006-2007 | 2006-2007 |
| VV Alterno            | 2007-2008 | 2009-2010 |
| Vandœuvre Nancy VB    | 2010-2011 | 2010-2011 |
| ASPTT Mulhouse        | 2011-2012 | 2011-2012 |
| Katrineholms VK       | 2012-2013 | 2012-2013 |
| LP Kangasala          | 2013-2014 | 2013-2014 |
| VB Franches-Montagnes | 2014-2015 | 2015-2016 |
| CSM Bucureşti         | 2016-2017 | 2018-2019 |
| Yeşilyurt İstanbul    | 2019-2020 | 2019-2020 |
| Perugia Volley        | 2020-2021 | …         |

## Palmarès

### Équipe nationale
- Championnat d'Europe
  - Finaliste : 2017.

### Clubs
- Championnat de France
  - Finaliste : 2012.
- Coupe de France
  - Finaliste : 2012.
- Championnat de Suède
  - Vainqueur :2013.
- Coupe de Finlande
  - Vainqueur : 2013.
- Championnat de Roumanie
  - Vainqueur : 2018.
  - Finaliste : 2017, 2019.
- Coupe de Roumanie
  - Vainqueur : 2018.